# Caballonema longicapsulatum
Caballonema longicapsulatum ist eine zu den kleinen Strongyliden gehörende Art, die im Dickdarm von Pferden parasitiert. Sie ist der einzige Vertreter in der Gattung Caballonema. Die Art ist in Asien verbreitet.

## Merkmale
Gattungspezifische Merkmale sind, dass die dorsale Mundleiste mit den Mündungen der Ösophagusdrüsen (‚dorsal gutter‘) deutlich in die Mundhöhle hineinragt, der Ösophagustrichter drei kleine Zähne trägt und der innere Bätterkranz undeutlich ist.
Der äußere Blätterkranz besteht bei beiden Geschlechtern aus acht großen, dreieckigen Elementen, der innere aus 16 kurzen, plattenartigen. Der Mundkragen ist abgeflacht und nicht in einen äußeren und inneren Ring unterteilt. Sein Hinterrand liegt am Vorderrand der Mundhöhle. Die Amphiden treten kaum hervor. Die Mundhöhle ist deutlich tiefer als breit und zylindrisch. Die Dorsalleiste (‚dorsal gutter‘) ist verlängert und nimmt etwa zwei Drittel der Mundhöhlentiefe ein, Mundhöhlenzähne fehlen. Der Trichter des Ösophagus ist nur moderat vergrößert, rechtwinklig und von einer dicken Kutikula ausgekleidet. Die drei Ösophaguszähne sind deutlich. Der vordere muskulöse Abschnitt des Ösophagus macht nur etwa ein Drittel der Gesamtlänge aus. Die Ausscheidungspore liegt nahe dem Hinterende des Ösophagus. Die Deiriden liegen in der Mitte des Drüsenteils des Ösophagus.
Männchen sind 6,3 bis 12,5 mm lang. Der Ösophagus ist 0,46 bis 0,49 mm lang. Die Mundhöhle ist 126 bis 187 µm breit und 291 bis 354 µm tief. Die Deiriden liegen 660 bis 720 µm hinter dem Vorderende, die Exkretionspore 655 bis 747 mm. Die Spicula sind 1,42 bis 2,25 mm lang, das Gubernaculum 224 bis 266 mm. Die Dorsalrippe der Bursa copulatrix ist 1,16 bis 1,45 mm lang. Die Ventralrippen sind gleich lang den seitlichen. Bauchseitig des Genitalkonus liegt ein gut entwickelter Hautkragen ohne Protrusionen. Die Anhänge des Genitalkonus sind fingerartig.
Weibchen sind 12 bis 16 mm lang, der Ösophagus 0,52 bis 0,62 mm. Die Mundhöhle ist 142 bis 189 µm breit und 312 bis 357 µm tief. Die Deiriden liegen 675 bis 748 µm hinter dem Vorderende, die Exkretionspore 680 bis 776 mm. Die Vulva liegt 1,07 bis 1,26 mm vor dem Schwanzende. Vom Anus bis zur Schwanzspitze sind es 478 bis 520 µm. Die Eier sind 98–112 × 47–54 µm groß.